# Equus africanus africanus
El asno salvaje nubio (Equus africanus africanus) es una subespecie de asno salvaje africano en grave peligro de extinción. Vive en el sur de Egipto, el norte de Eritrea y en el desierto de Nubia, al noreste de Sudán, desde el este del río Nilo a la orilla del Mar Rojo, y hasta el sur del río Atbara.

## Descripción
Según Groves & Chubb, los asnos salvajes de Nubia tenían orejas más largas que el asno salvaje somalí, con una longitud de entre 182 y 245 mm. Estos animales también poseían el "patrón cruzado" famoso en los burros domésticos pero ausente en la subespecie somalí, y carecían del "patrón de rayas de cebra" en las patas como se encuentra en los especímenes somalíes.

## Hábitat y distribución
Los asnos salvajes nubios vivían en el desierto de Nubia en el noreste de Sudán, desde el este del río Nilo hasta el Mar Rojo y al sur hasta el río Atbara y el norte de Eritrea.

## Extinción y supervivencia total

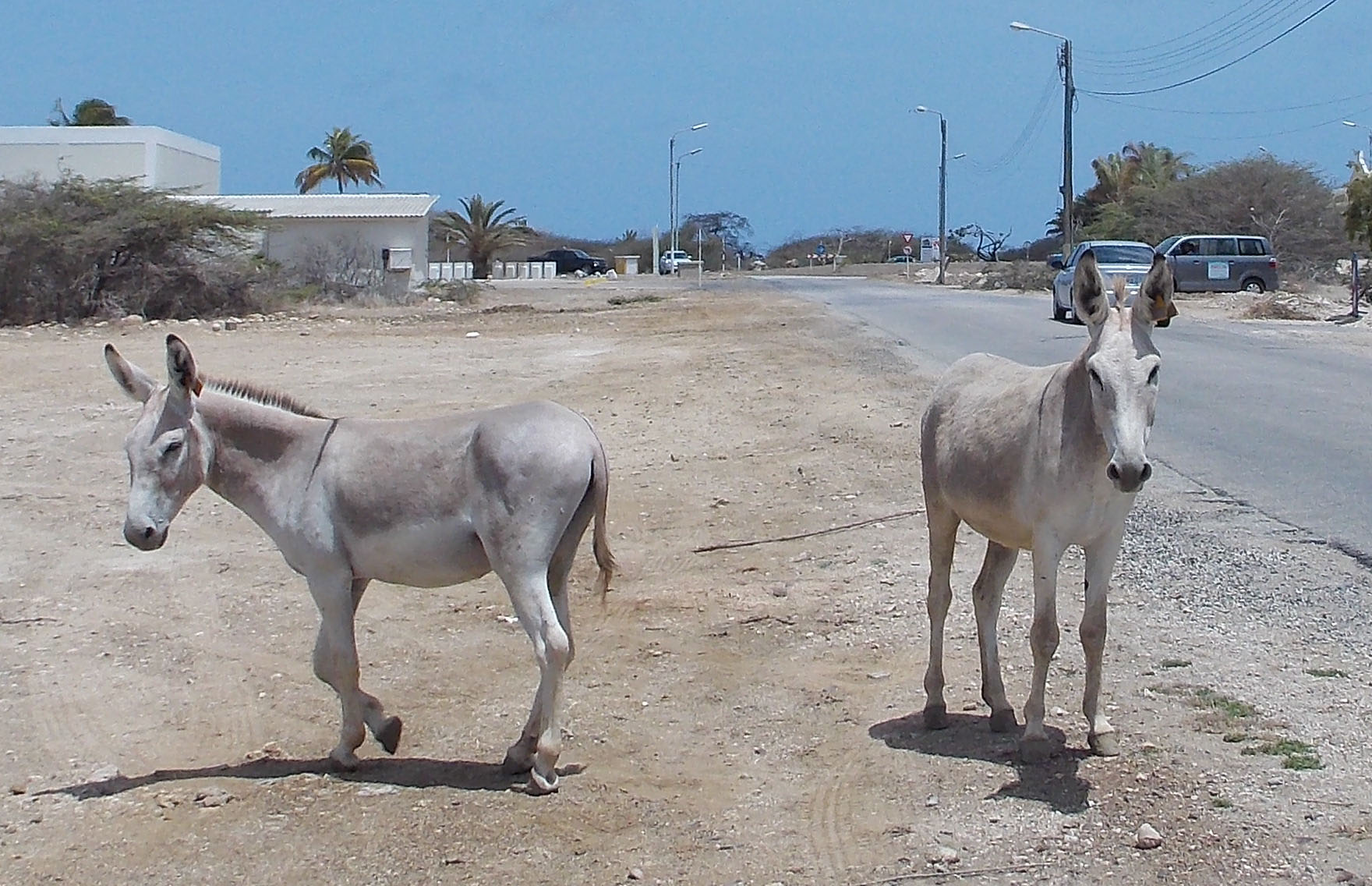
Posible asnos salvajes nubios en Bonaire.

El asno salvaje de Nubia no ha sido visto desde los años 1950-70 y se presume extinto. El último avistamiento de asnos salvajes en el área de distribución nativa del animal fue en la década de 1970, en el valle de Barka de Eritrea y en la frontera entre Eritrea y Sudán, durante vuelos aéreos. De manera similar a la disminución del asno salvaje somalí, la extinción del asno salvaje de Nubia se puede atribuir en gran medida a la caza, la competencia con el ganado por los recursos limitados del desierto y la hibridación con el burro doméstico. 
En 2014-2015, se realizó un análisis de ADN mitocondrial en una población de burros salvajes en la isla caribeña de Bonaire . El estudio incluyó muestras de ADN de los animales de Bonaire, especímenes de museo de asnos salvajes de Nubia, secuencias de cuatro asnos salvajes somalíes y una secuencia de un burro doméstico, utilizado como control. Los resultados encontraron que los animales de Bonaire eran muy parecidos a los asnos salvajes puros de Nubia y muy diferentes de otros asnos. Sin embargo, una investigación publicada en 2010 encontró que los burros modernos descienden de dos linajes de asnos salvajes, uno nubio y el otro de ascendencia desconocida. Siendo este el caso, el hecho de que sólo se utilizó un burro en la prueba sugiere que los hallazgos no son concluyentes. Para encontrar resultados más concluyentes, se deben realizar más pruebas con un grupo más grande de burros. Además, el análisis fue el resultado de una protesta por la planificación del gobierno de Bonaire de un sacrificio de animales salvajes, lo que llevó a la posibilidad de que los resultados estuvieran ligeramente sesgados hacia el fin del sacrificio.
Se afirma que el Parque Nacional Gebel Elba , cerca de la frontera entre Egipto y Sudán, alberga una población salvaje de asnos salvajes de Nubia. Sin embargo, aún no se ha estudiado la pureza de los animales en cuestión.